# Мотриса
Мотрисата е подвижен състав по релсов път, който има собствено задвижване и следователно може да се движи без локомотив. Има стотици модели мотриси по света, най-вече с електрическо самозадвижване. В миналото те са били използвани предимно в градските райони, като подземни железници и крайградски влакове, но в днешно време мотрисите със своите предимства постепенно заменят оборудването, известно като вагони push – pull, теглени от локомотив. Днес най-бързите влакове са определен вид мотриси.